# Chaunostoma mecistandrum
Chaunostoma es un género monotípico de plantas con flores perteneciente a la familia Lamiaceae. Su única especie: Chaunostoma mecistandrum Donn.Sm., es originaria de México donde se encuentra en Chiapas y Guatemala.

## Descripción
Son arbustos robustos, que alcanzan un tamaño de 2-2.5 m de altura; con tallos y ramas densamente tomentosos. Hojas medias de 9-15 × 2-5 cm, elípticas, pecioladas, superficies buliformes, el haz estrellado-puberulento, el envés densamente tomentoso, ambas superficies con tricomas glandulares pequeños, dorados, la base redondeada o obtusa, los márgenes levemente serrados, el ápice agudo a acuminado; pecíolos 10-22 mm. Inflorescencias de 3-4 cm, indumento similar al de las hojas. Flores con 1 bráctea y 2 bractéolas 3-4 × c. 0.5 mm subyacentes, angostamente triangulares. Cáliz florífero c. 8 × 3-5 mm en la base (4-5 mm en el ápice), tubular, azul brillante; cáliz fructífero c. 18 × 6-7 mm en la base (10-20 mm en el ápice), acrescente, azul brillante. Corola 15-16 mm, azul brillante, el tubo de la corola 7-8 mm. Estambres 30-32 mm, largamente exertos; filamentos recurvados; tecas confluentes, alargadas. Disco carnoso, escasamente lobado. Estigma con lobos cortos, iguales.

## Taxonomía
Chaunostoma mecistandrum fue descrita por J.Drew Smith y publicado en Botanical Gazette 20(1): 9–10, pl. 3. 1895.